# Sphaerotholus
Sphaerotholus ("kulovitý dóm" - podle tvaru lebky) byl rodem býložravého pachycefalosauridního dinosaura, žijícího v období svrchní křídy (asi před 80 až 66 miliony let) na území dnešního západu USA. 

## Systematika a druhy
V roce 2002 byly popsány dva dosud známé druhy tohoto rodu: S. goodwini ze souvrství Kirtland v Novém Mexiku a S. buchholtzae ze souvrství Hell Creek v Montaně. Časové rozpětí existence těchto druhů je značné, činí asi 7-8 milionů let. Tento vývojově odvozený pachycefalosaurid žil také na poměrně rozsáhlém území a koncem svrchní křídy byl na západním území Severní Ameriky zřejmě poměrně hojný.
V listopadu roku 2023 byly popsány dva nové druhy tohoto rodu, S. lyonsi ze souvrství Dinosaur Park a S. triregnum z geologického souvrství Hell Creek.

## Popis
Ze sférotola byly objeveny pouze svrchní části fosilních kupolovitých lebek, takže nejde o příliš dobře známý rod. Je dokonce možné, že se jedná jen o synonymum rodu Prenocephale. Tento menší dinosaurus dosahoval délky kolem 2,4 metru.